# Rimski sporazum (1924)
Rimski sporazum je međunarodni sporazum između Kraljevine Italije i Kraljevine Srba, Hrvata i Slovenaca potpisan 27. januara 1924. godine kojim je revidiran raniji Rapalski sporazum iz 1920. godine, čime je rešen spor oko granice i teritorijalne pripadnosti Rijeke. Prema sporazumu Rijeka je pripala Kraljevini Italiji, a Sušak Kraljevini Srba, Hrvata i Slovenaca, dok je nad lučkom infrastrukturom uspostavljena zajednička uprava. Formalna italijanska aneksija Rijeke dogodila se 16. marta 1924. godine.